# HMS Triumph (1562)
HMS Triumph – angielski XVI-wieczny galeon, okręt flagowy Martina Frobishera podczas walk z hiszpańską Wielką Armadą w 1588 roku. Pierwszy spośród dziesięciu okrętów Royal Navy noszących do dziś tę nazwę. Wodowano go w roku 1562 w Królewskiej Stoczni znajdującej się w Deptford nad Tamizą.

## Historia
„Triumph” został zbudowany w latach 1561-1562 i trafił do służby królowej Elżbiety I jako „okręt królewski” (nazwa marynarki wojennej „Royal Navy” pochodzi dopiero z czasów Karola II). Istnieje niewiele wiarygodnych źródeł historycznych opisujących charakterystykę, wygląd i losy okrętu, mimo jego długiej 56-letniej służby. Okręt nie odbiegał zapewne charakterystyką od statków z czasów Henryka VIII takich jak „Mary Rose” czy też „Henry Grace a Dieu”, mających pękatą sylwetkę i wysokie nadbudówki (galeony nowego typu we flocie angielskiej pojawiły się dopiero w latach siedemdziesiątych XVI-wieku; patrz: HMS „Revenge” (1577)). W niektórych źródłach można spotkać błędną informację, że „Triumph” był największym statkiem elżbietańskiej floty – większe były HMS „White Bear” (1563) i HMS „Ark Royal” (1587).
Najbardziej znany epizod dotyczący „Triumph” to jego udział w walkach przeciwko Wielkiej Armadzie, jako okrętu flagowego eskadry pod dowództwem Martina Frobishera. 2 sierpnia 1588 roku pod Portland Bill eskadra Frobishera, według słów głównodowodzącego angielską flotą Lorda Admirała Charlesa Howarda „znalazła się w potrzasku”, ale zmiana kierunku wiatru, niezdecydowanie Hiszpanów, a na koniec interwencja Howarda odwróciły losy starcia. 4 sierpnia u wybrzeży wyspy Wright „Triumph” starł się z flagowym okrętem Armady „San Martin”, trafiając przeciwnika dwukrotnie i uszkadzając go poniżej linii wodnej. Włączenie się do walki przeważających sił hiszpańskich spowodowało jednak wycofanie się Frobishera. 8 sierpnia pod Gravelines „Triumph” działając wspólnie z „Revenge” Drake’a, oraz „Victory” Hawkinsa ponownie zmierzył się z galeonem „San Martin” poważnie go uszkadzając.
W latach 1595–1596 „Triumph” został przebudowany jako razee, czyli „strzyżony” w celu poprawienia właściwości morskich, zwiększono również uzbrojenie artyleryjskie.
Podczas przeglądu okrętu przez królewskich cieśli w 1618 stwierdzono, że znajduje się on w bardzo złym stanie technicznym, a jego naprawa jest nieopłacalna. Wkrótce potem został rozebrany.